# 三線四星

三線四星職務階級識別章

三線四星 。為中華民國警察職務階级之一，最高警察首長，佩階三線四星，官等列「警監一階至警監特階」，同一般公務員簡任第十三職等至第十四職等，相當於軍職中將，下級為三線三星（第一序列）。

## 概要
經公務人員特種考試（一般）警察人員考試及格，並經中央警察大學畢業或訓練合格，依法任職。

## 主要職稱
- 內政部警政署署長

- 中央警察大學校長

## 相等職級

中華民國海洋委員會海巡署簡任十四職等、三線四星(警監特階)、中將：海巡署署長

- 海洋委員會海巡署署長（簡任十四職等、警監特階、中將、金底二星）
- 警察廳長官（警察廳長官為日本警察階級外的職級，屬於特別職，等同內政部警政署署長）
- 治安總監（韓國警察廳長）